# Henri Coudray
Henri Coudray SJ (ur. 22 czerwca 1942 w Pont-de-Beauvoisin) – francuski duchowny rzymskokatolicki działający w Czadzie, w latach 2009–2020 wikariusz apostolski Mongo.

## Życiorys
Wstąpił do zakonu jezuitów i w nim złożył śluby wieczyste 2 marca 1980. Studiował teologię w Rzymie, literaturoznawstwo w Paryżu oraz arabistykę i teologię islamu w Lyonie. Od 1964 przebywa w Czadzie.
Święcenia kapłańskie przyjął 30 czerwca 1973. W 1980 został nauczycielem języka arabskiego w Abéché, zaś w latach 1984-1989 był mistrzem jezuickiego nowicjatu w Abidżanie. Po powrocie do Czadu został proboszczem w Mongo, zaś w latach 1995-2000 kierował parafią w Marjan Daffak. W 2000 został wikariuszem biskupim dla wschodniej części archidiecezji Ndżamena.
12 grudnia 2001 został mianowany prefektem apostolskim Mongo, zaś 3 czerwca 2009, po podniesieniu prefektury do rangi wikariatu apostolskiego, jej wikariuszem. Sakrę biskupią przyjął 29 listopada 2009 z rąk arcybiskupa Ndżameny, Matthiasa N'Gartéri Mayadi. 14 grudnia 2020 papież Franciszek przyjął jego rezygnację z pełnionej funkcji.